# Карліс Янсонс
Карліс Янсонс (латис. Kārlis Jansons; 23 квітня 1896, Нітаурська волость, Латвія — 16 червень 1986 року, Цесіс, Латвія) — латвійський скульптор.

## Біографія
З чотирьох років жив в Цесісі. Освіту здобув в реальному училищі в Цесісі.
Під час Першої світової війни продовжив навчання в комерційних училищах в Казані і Пскові. У 1917 році вступив до Ризького політехнічного інституту, щоб вивчати архітектуру. Спочатку практикувався у живописі, але в 1918 році зосередився на скульптурі.
До 1925 року навчався в Латвійській академії мистецтв, учень професора Костянтина Рончевського (Rončevska).
З 1927 року брав участь у виставках, що влаштовуються в Ризі і в інших містах, за кордоном, мав персональні виставки в Цесісі.
До 1972 року працював в Академії мистецтв, викладав скульптуру.
Похований на Лісовому цвинтарі в Цесісі.
Син — скульптор Андрейс Янсонс (1937-2006).

## Відомі роботи

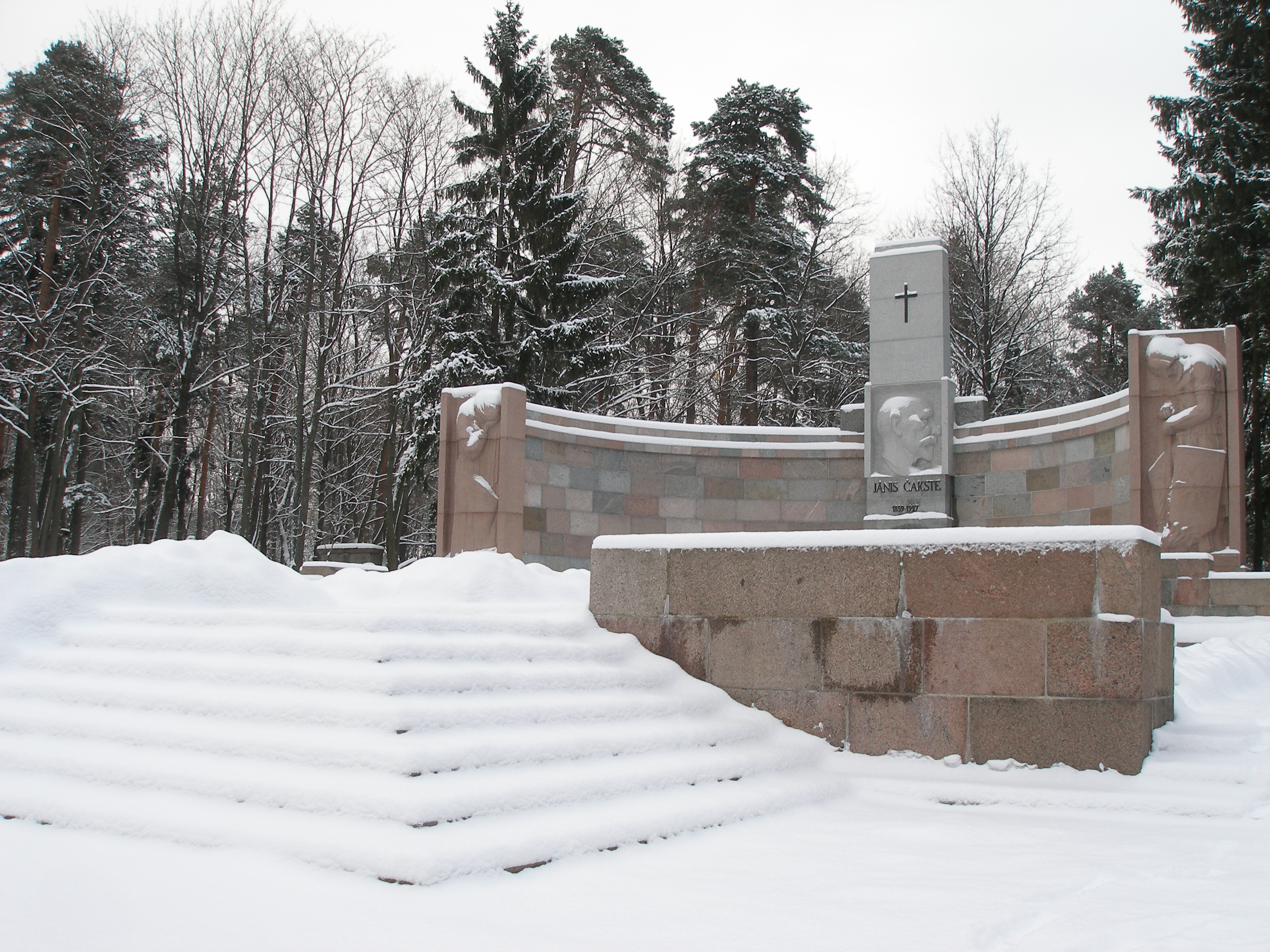
Могила Я. Чаксте на Лісовому кладовищі

Створив пам'ятник визволителям Єлгави (1932), пам'ятник Резекненської Мари (1939) і партизанському полку в Балві (1938). За радянських часів ці роботи були знищені і відновлені сином Янсонса Андрейсом після відновлення незалежності Латвії.
Він також створив багато пам'ятників, у тому числі — першому президенту Латвії Янісу Чаксте на Лісовому цвинтарі в Ризі.